# NGC 4155
NGC 4155 في الفهرس العام الجديد، هي مجرة، تقع في كوكبة الهلبة. اكتشفت في 6 أبريل 1885 بواسطة لويس سويفت.

## روابط خارجية
- NGC 4155 على موقع ويكي سكاي: DSS2, SDSS, GALEX, IRAS, Hydrogen α, X-Ray, Astrophoto, Sky Map, Articles and images